# محمد بن أبي بكر
محمد بن أبي بكر التيمي القرشي (10 هـ ـ 38 هـ) هو ابن خليفة المسلمين الأول أبو بكر الصديق  وأمه أسماء بنت عميس وأخته أم المؤمنين السيدة عائشة بنت أبي بكر، ولاه  علي بن أبي طالب على مصر.

## نسبه
- هو: محمد بن أبي بكر عبد الله بن أبي قحافة عثمان بن عامر بن عمرو بن كعب بن سعد بن تيم بن مرة بن كعب بن لؤي بن غالب بن فهر بن مالك بن قريش بن كنانة بن خزيمة بن مدركة بن إلياس بن مضر بن نزار بن معد بن عدنان.
- أمه: أسماء بنت عميس[1] بن معد بن الحارث بن تيم بن كعب بن مالك بن قحافة بن عامر بن ربيعة بن عامر بن معاوية بن زيد بن مالك بن بشر بن وهب الله بن شهران بن عفرس بن خلف بن خثعم بن أنمار

## حياته
ولد في كنف أبيه عام حجة الوداع وقت الإحرام
10 هـ حتى توفي أبو بكر الصديق بعد زمن ليس بكثير من ولادته فتزوج علي بن أبي طالب أسماء بنت عميس. تربى محمد في بيت علي كولد من ولده.
تزوج محمد بن أبي بكر بنت كسرى وكان له ابن واحد هو العالم الفقيه القاسم بن محمد بن أبي بكر الذي خرج من مصر وهو طفل 7 سنين بعد مقتل أبيه محمد وأمه في مصر، وقد أخذه عمه عبد الرحمن بن أبي بكر إلى المدينة المنورة بعد مقتل أبيه وأمه وتربى في منزل النبي محمد في كنف عمته السيدة عائشة بنت أبي بكر .

## فتنة مقتل عثمان
شارك محمد بن أبي بكر مع علي بن أبي طالب في موقعة صفين ضد معاوية التي قتل فيها 70,000 مسلم وموقعة الجمل التي قتل فيها 18,000 مسلم ضد طلحة بن عبيد الله والزبير بن العوام وأخته عائشة بنت أبي بكر وهو من أرجعها إلى بيتها.
وقد ذهب مع علي إلى العراق، وشهد معركة الجمل، وشهد معه صفين. تولى مصرا لعلي ولم يكن كفؤ لعمرو بن العاص فغلبه.

### شبهة التحريض على عثمان
ظهرت ثلاث روايات تتهم محمد بن أبي بكر، ومنها رواية للذهبي المشكوك بها وقد ظهرت بعد أكثر من 600 سنة من مقتل عثمان يتهم فيها محمد بن أبي بكر:
- ذكر شمس الدين الذهبي (مواليد 1274م / توفي 1348م) أن محمد بن أبي بكر سار لحصار عثمان، وفعل أمرًا كبيرًا، فكان أحد من توثب على عثمان حتى قُتل.[3]
- قال المؤرخ الأندلسي ابن عبد البر (368 هـ - 463 هـ) : وقيل إن محمدًا شارك في دم عثمان،، وقد نفى جماعة من أهل العلم والخير أنه شارك في دمه، وأنه لما قال عثمان، : (لو رآك أبوك لم يرض هذا المقام منك). فخرج عنه وتركه، ثم دخل عليه من قتله، كما نقل عن كنانة مولى صفية بنت حيي، وكان ممن شهد يوم الدار- أنه لم ينل محمد بن أبي بكر من دم عثمان بشيء.[4]

### قتله
تشير بعض الروايات إلى أن معاوية بن خديج قتل محمد بن أبي بكر انتقاما من مشاركته بقتل الخليفة الثالث عثمان بن عفان. في حين أن مسؤولية محمد بن أبي بكر مختلف عليها.
وكان قد ولاه علي بن ابي طالب إمرة مصر بعد موت عثمان سنة سبع وثلاثين في رمضانها ، فالتقى هو وعسكر معاوية، فانهزم جمع محمد، واختفى هو في بيت مصرية ، فدلت عليه ، فقال معاوية بن حديج : قتلت ثمانين من قومي في دم الشهيد عثمان ، وأتركك ، وأنت صاحبه! فقتله ، ودسه في بطن حمار ميت، وأحرقه ، وهناك من لم يقر بهذه الرواية وأبطلها.
وقال عمرو بن دينار : أتي بمحمد أسيرا إلى عمرو بن العاص، فقتله.
وقُتِلت زوجة محمد بن أبي بكر في قصر الوالي في مصر.
قال ابن تيمية: وليس مروان أولى بالفتنة والشر من محمد بن أبي بكر ولا هو أشهر بالعلم والدين منه بل أخرج أهل الصحاح عدة أحاديث عن مروان وله قول مع أهل الفتيا واختلف في صحبته ومحمد بن أبي بكر ليس بهذه المنزلة عند الناس ولم يدرك من حياة النبي صلى الله عليه وسلم إلا أشهرا قليلة من ذي القعدة إلى أول شهر ربيع الأول فإنه ولد بالشجرة لخمس بقين من ذي القعدة عام حجة الوداع.

## وصلات خارجية
- المكتبة الإسلامية - موقع إسلام ويب

| سبقه الأشتر مالك بن الحارث النخعي | قائمة ولاة مصر في عهد الخلفاء الراشدين أخر الولاة في عهد الخلفاء الراشدين شعبان 37 هـ / فبراير 658م- صفر 38 هـ / يوليو 658م | تبعه عمرو بن العاص أول الولاة في عهد الدولة الأموية |